# 1953 en science
| Années de la science : 1950 - 1951 - 1952 - 1953 - 1954 - 1955 - 1956    |
| Décennies de la science : 1920 - 1930 - 1940 - 1950 - 1960 - 1970 - 1980 |

Cet article présente les faits marquants de l'année 1953 en science.

## Événements
- 3 janvier : découverte de la tombe de Vix, une sépulture princière à char du Hallstatt final par l'archéologue amateur Maurice Moisson. Elle est rendue publique par René Joffroy[1].

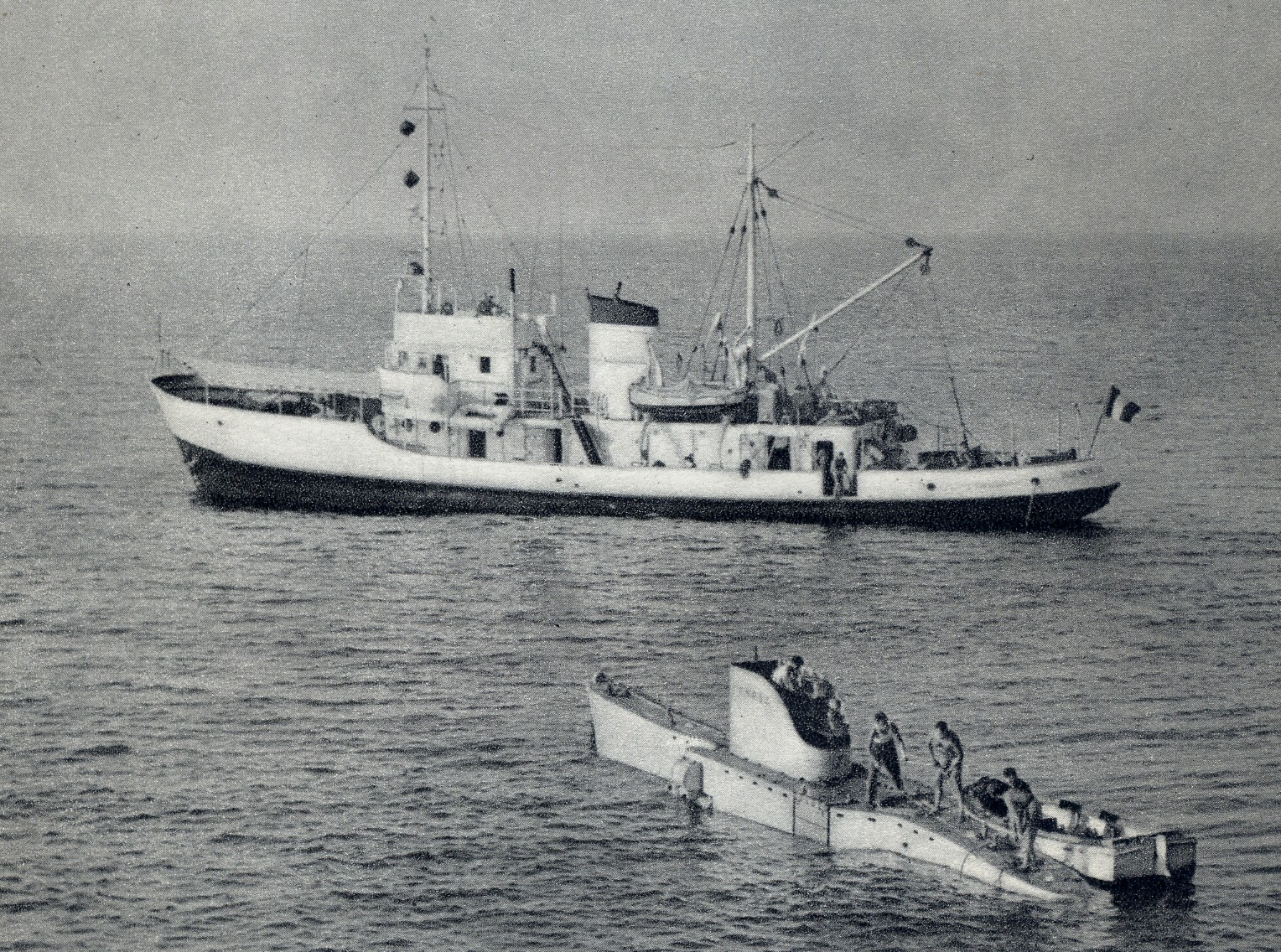
Aviso Elie Monnier et le FNRS3 en 1954

- 5-12 août : premiers essais de plongée du bathyscaphe FNRS III de la marine française. Il atteint 750, puis 1550 et 2 100 mètres de profondeur[2].

- Le physicien Enrico Fermi, l'informaticien John R. Pasta, le mathématicien Stanislaw Ulam et la programmeuse Mary Tsingou réalisent la première simulation numérique (expérience de Fermi-Pasta-Ulam)[3].

- Le mathématicien britannique Alan Turing, après quinze ans de travail sur l'usage d'un ordinateur pour résoudre un problème fondamental de théorie des nombres, publie un article donnant les 1 104 premiers zéros de la fonction zeta de Riemann[4].

### Sciences de la vie
- 27 janvier : mort de Marius Renard, qui avait reçu la première greffe du rein en France (faite par Jean Hamburger)[5].

- 26 mars : le microbiologiste américain Jonas Salk de l'université de Pittsburgh annonce dans une émission de radio qu'il a mis au point le premier vaccin contre la poliomyélite[6].

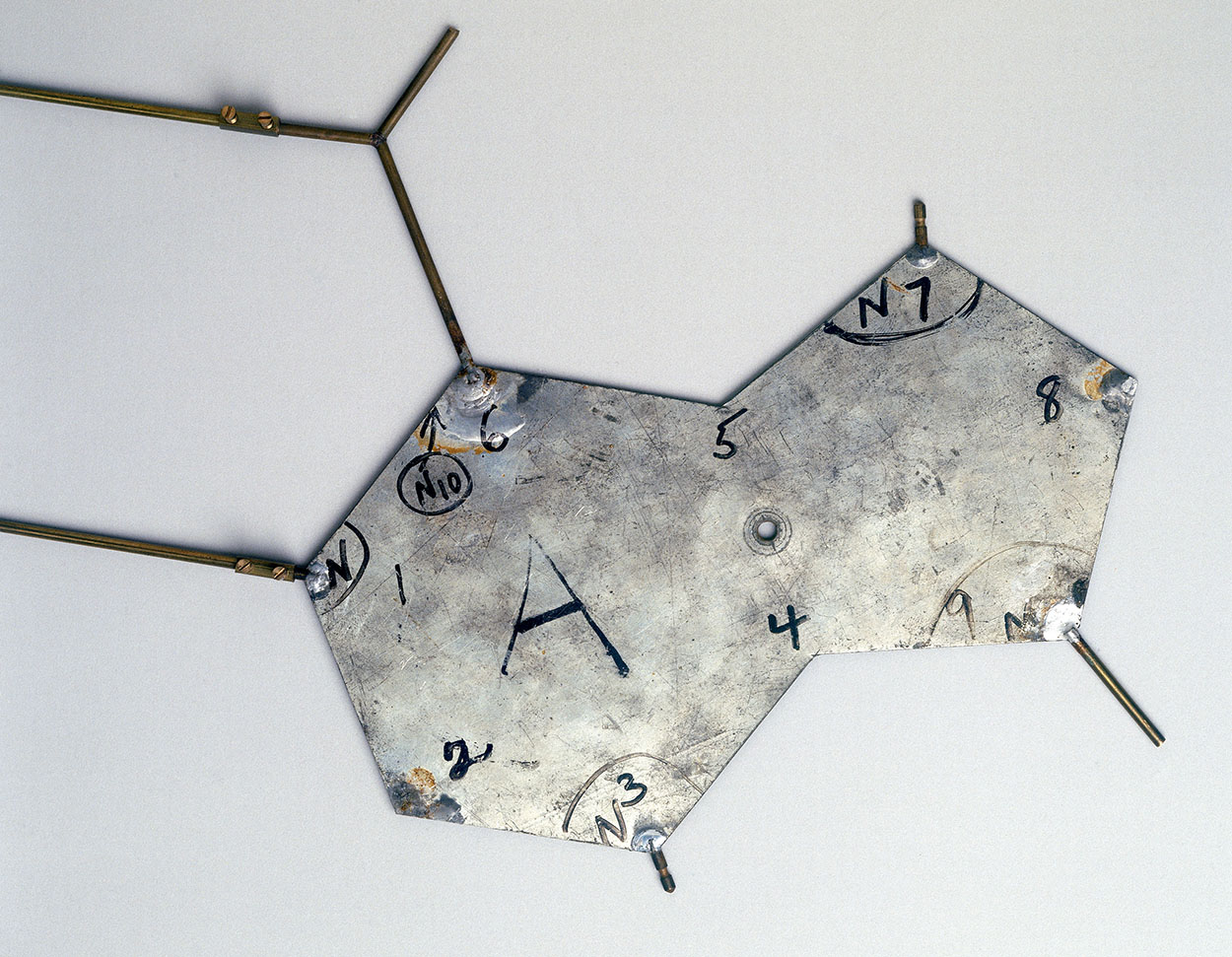
Pièce en aluminium faisant partie du modèle d'ADN de Crick et Watso.

- 25 avril : publication de la découverte, faite le 21 février, de la structure chimique en double hélice de l’ADN, dans la revue Nature ; deux biologistes, James Watson, un Américain, et Francis Crick, un Britannique, décrivent pour la première fois l'acide désoxyribonucléique (ADN)[7].
- 15 mai : le biologiste américain Stanley Miller publie les résultats de l'expérience de Miller-Urey dans la revue Science destinée à mettre en évidence une origine chimique de l'apparition de la vie sur Terre, dite de la soupe primordiale[8].
- Mai : le microbiologiste américain Thomas Huckle Weller isole le virus de la varicelle[9].

### Sciences physiques
- 16 février : l’équipe de Baltzar von Platen dans le laboratoire d’Allmanna Svenska Elektriska Aktiebolaget, en Suède, aurait produit quelques petits diamants de synthèse sous une pression de 8,3 Gpa[10].
- 25 mai : premier et seul tir expérimental d'un obus atomique W9 par un M65 Atomic Cannon dans le Nevada[11].

- 1er juillet : établissement de la Convention du CERN[12].
- 15 octobre : Operation Totem (en) ; explosion de la première bombe atomique britannique dans le désert de Woomera, en Australie[13].
- 3 novembre : en France, décision du Comité de l'équipement industriel du CEA de se lancer dans la propulsion nucléaire navale ; Le Redoutable, le 1er SNLE français prend la mer le 29 mars 1967[14].
- Décembre : les physiciens Charles Townes, James Gordon, et Herbert Zeiger mettent au point le « maser » (prédécesseur du laser) à l'université Columbia[15].

- Le chimiste allemand Karl Ziegler développe un procédé de polymérisation à basse pression de l’éthylène en présence de catalyseurs organométalliques[16].
- Andrew Kay (en) invente le premier voltmètre numérique[17].
- Le physicien américain Charles Townes et son équipe de l'Université Columbia inventent le maser (maser au gaz ammoniac)[18].

### Technologie
- 30 juin : la première Chevrolet Corvette sort des usines de Flint. C'est la première voiture de série dotée d'une carrosserie en fibre de verre[19].

- 29 août-6 septembre : la société allemande Intermetall fondée par Herbert Mataré en 1952 présente le premier prototype de radio à transistors de poche à l'Internationale Funkausstellung Düsseldorf[20].

- 10 septembre : la compagnie « Swanson » vend son premier « TV dinner », un repas congelé prêt à aller au four[21].

## Publications
- Karl Popper : Conjectures and Refutations: The Growth of Scientific Knowledge, 1953 (1963,  (ISBN 978-0-415-04318-2)) (Conjectures et réfutations)
- Nikolaas Tinbergen : The Herring Gull's World (« L'Univers du goéland argenté » , Éthologie).

## Prix
- Prix Nobel

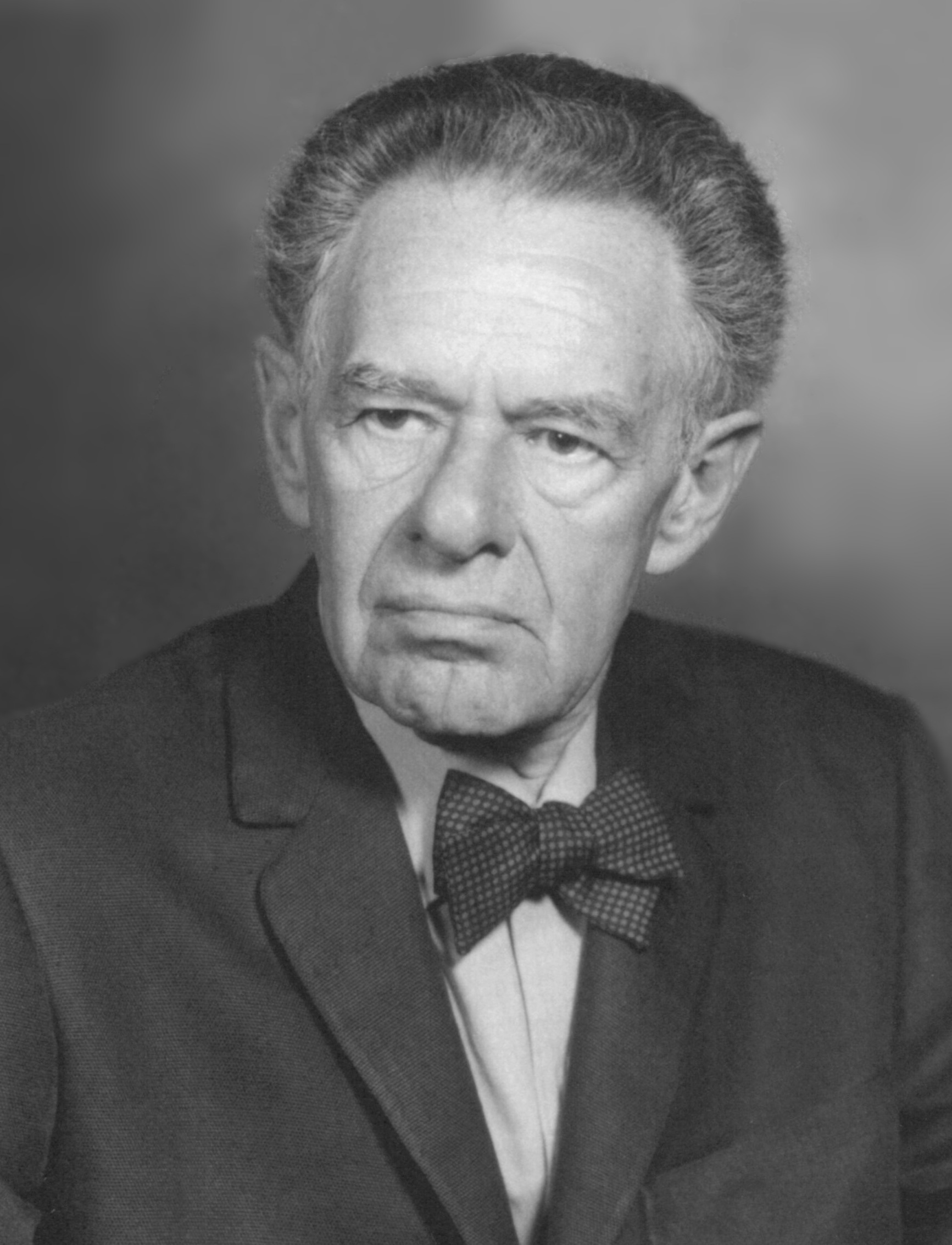
Fritz Albert Lipmann

  - Physique : Frits (Frederik) Zernike (microscopie optique).
  - Chimie : Hermann Staudinger (allemand) (macromolécules).
  - Physiologie ou médecine : Hans Adolf Krebs (Allemand), Fritz Albert Lipmann (américain) (coenzyme).

- Prix Lasker
  - Prix Albert-Lasker pour la recherche médicale fondamentale : Hans Adolf Krebs, Michael Heidelberger (en), George Wald
  - Prix Albert-Lasker pour la recherche médicale clinique : Paul Dudley White (en)

- Médailles de la Royal Society
  - Médaille Copley : Albert Kluyver
  - Médaille Davy : John Lennard-Jones
  - Médaille Hughes : Edward Bullard
  - Médaille royale : Paul Fildes, Nevill Francis Mott

- Médailles de la Geological Society of London
  - Médaille Lyell : Oliver Meredith Boone Bulman (en)
  - Médaille Murchison : Frank Dixey (d)
  - Médaille Wollaston : Erik Andersson Stensio (en)

- Prix Jules-Janssen (astronomie) : André Couder
- Médaille Bruce (Astronomie) : Harold D. Babcock
- Médaille Linnéenne : Patrick Alfred Buxton (en)

## Naissances

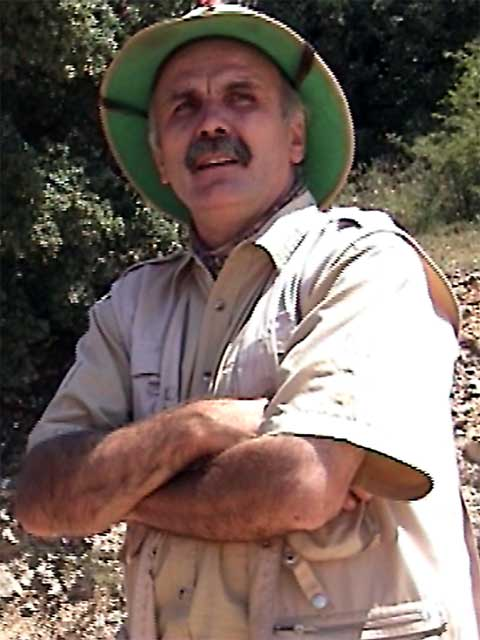
Eudald Carbonell

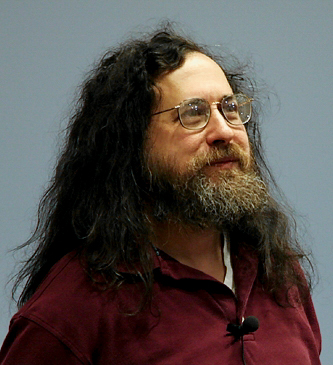
Richard Stallman

- 10 janvier : Michel Agier, anthropologue français.
- 17 janvier : Ingeborg Hochmair, électrotechnicienne et entrepreneur autrichienne.
- 21 janvier : Paul Allen, informaticien, chef d'entreprise, homme d'affaires et mécène américain, cofondateur de Microsoft.
- 28 janvier : Jack Wisdom, astronome américain.

- 11 février : Stephen Thorne (mort en 1986), aspirant-astronaute américain.
- 17 février : Eudald Carbonell, archéologue, anthropologue et paléontologue espagnol.
- 5 mars : Valeri Korzoune, cosmonaute soviétique.
- 6 mars : Carolyn Porco, planétologue américaine.
- 12 mars : Ravindran Kannan, informaticien et mathématicien indien.
- 13 mars : Richard Béliveau, biochimiste québécois.
- 16 mars : Richard Stallman, informaticien américain.

- 6 avril : Andy Hertzfeld, informaticien.
- 10 avril : Alain Fuchs, chimiste français.
- 16 avril : Luc Vinet, physicien et mathématicien canadien (québécois).
- 25 avril : Gisèle Hadji-Minaglou, architecte et archéologue française.
- 26 avril : Brian Binnie, astronaute commercial américain.
- 27 avril : Ellen S. Baker, astronaute américaine.
- 29 avril : Nikolaï Boudarine, cosmonaute russe.
- 15 mai : Jean-Louis Brunaux, archéologue français.
- 22 mai :
  - Claude Jaupart, géophysicien français.
  - Peter van der Veer, anthropologue et auteur néerlandais.

- 7 juin : Nathan Aaseng, microbiologiste et biochimiste américain.
- 10 juin : Axel Becke, physico-chimiste et professeur de chimie allemand.
- 20 juin : Brian Duffy, astronaute américain.
- 27 juin : Trevor Hastie, statisticien et informaticien américain.
- 30 juillet : Alexandre Balandine, cosmonaute soviétique.

- 17 août : Robert Thirsk, astronaute canadien.
- 25 août : Serge Abiteboul, informaticien français.
- 31 août : Pavel Vinogradov, cosmonaute soviétique.

- 2 septembre : Gerhard Thiele, spationaute allemand.
- 17 octobre : Patrick Schmoll, psychosociologue et anthropologue français.
- 18 octobre : Patrick Declerck, anthropologue, psychanalyste et philosophe français.
- 26 octobre : David Le Breton, anthropologue et sociologue français.
- 27 octobre : Michael A. Baker, astronaute américain.
- 30 octobre : Aleksandr Polechtchouk, cosmonaute soviétique.

- 1er novembre : Nancy Jan Davis, astronaute américaine.

- 1er décembre : Luc Anselin, économiste, statisticien et géographe belge-américain.
- 7 décembre : Gerd Bosbach, sociologue et statisticien allemand.
- 30 décembre :
  - Jacques-Marie Bardintzeff, géologue et universitaire français.
  - Daniel T. Barry, astronaute américain.

- Robert Deliège, anthropologue belge.
- Athene Donald, chimiste et physicienne britannique.
- Bertrand Hell, ethnologue français.
- Hiroshi Kaneda, astronome japonais.
- Aboubacry Moussa Lam, égyptologue sénégalais.
- Naoto Satō, astronome japonais.
- Michael Ernest Smith, archéologue américain.

## Décès
- 6 janvier : Giovanni Vacca (né en 1872), mathématicien et sinologue italien.
- 18 janvier : George Reber Wieland (né en 1865), paléontologue et paléobotaniste américain.

- 7 février : Wilder Dwight Bancroft (né en 1867), chimiste américain.
- 28 février : Eleazar Sukenik (né en 1889), archéologue israélien.

- 14 avril : Ronald Wilfred Gurney (né en 1899), physicien théoricien britannique.
- 20 avril : Alexandre Bigot (né en 1863), géologue français.
- 22 avril :
  - Jan Czochralski (né en 1885), chimiste polonais.
  - Hermann Ranke (né en 1878), égyptologue allemand.

- 4 juin : Alwin Mittasch (né en 1869), chimiste allemand.
- 7 juin : Géza Róheim (né en 1891), ethnologue et psychanalyste américain d'origine hongroise.
- 14 juillet : Richard von Mises (né en 1883), ingénieur et probabiliste autrichien.

- 15 août : Ludwig Prandtl (né en 1875), physicien allemand.

- 28 septembre : Edwin Hubble (né en 1889), astronome américain.

- 13 octobre : Sergueï Beljawsky (né en 1883), astronome russe.

- 12 décembre : Fernand Chapouthier (né en 1899), helléniste et archéologue français.
- 19 décembre : Robert Andrews Millikan (né en 1868), physicien américain, prix Nobel de physique en 1923.
- 24 décembre : Ralph Linton (né en 1893), anthropologue américain.

- Alice Hutchison (née en 1874), médecin britannique.